# Stazione di Banteer
La stazione di Banteer è una stazione ferroviaria della Mallow-Tralee a servizio di Banteer nella contea di Cork in Irlanda. Fino al 1963, da questa stazione si diramava la linea per Newmarket

## Storia
La stazione fu aperta all'esercizio il 16 aprile 1853 e chiusa al traffico di merci il 2 settembre 1976.
Tra il 1889 e il 1963 da Banteer si diramava una linea per Newmarket.

## Strutture ed impianti
Il fabbricato viaggiatori è una costruzione in muratura in stile GS&WR.
Il piazzale è composto da due binari. I marciapiedi che permettono l'accesso all'utenza sono collegati tra loro da un ponte in ferro battuto, la cui origine risale all'epoca vittoriana

## Movimento
La stazione è servita dai treni Intercity delle relazioni Tralee Casement – Mallow – Cork Kent e Dublino Heuston – Tralee Casement.

## Servizi
- Servizi igienici
- Biglietteria a sportello
- Biglietteria automatica
- Distribuzione automatica cibi e bevande

## Interscambi
- Capolinea autolinee